# Эммануэль, Томми
Уи́льям То́мас Эммануэ́ль (William Thomas Emmanuel; род. 31 мая 1955 года, Мусвеллбрук, Новый Южный Уэльс, Австралия), более известный как Томми Эммануэль — австралийский гитарист-виртуоз, мастер уникальной импровизационной техники игры, двукратный номинант на Грэмми.

## Биография
Томми Эммануэль начал играть на гитаре в 1959 году в возрасте 4 лет, без преподавателя. В дальнейшем он так и не получил академического музыкального образования, поэтому он часто шутит о том, что не умеет читать ноты и табулатуры, так как слуха ему вполне достаточно. В 1960 году старший брат Томми — семилетний Фил создал группу, назвав её «The Emmanuel Quartet» (семейная группа Эммануэлей известна также под названиями «The Midget Surfaries» и «The Trailblazers»). В группу Фил взял и четырёхлетнего Томми. Прорепетировав несколько месяцев, мальчишки начали публичные выступления, и с тех пор братья Эммануэли работают на сцене всю свою жизнь. Музыкальным образованием Эммануэлей занимается австралийская звезда кантри Бадди Уильямс (Buddy Williams) и даже берёт молодых дарований в тур. В 1966 году после смерти отца, желая помочь семье, 11-летний Томми начинает преподавать гитару и пользуется уважением наравне с другими взрослыми преподавателями, т.к. уже тогда в нём были видны экстраординарные исполнительские способности.
В 11 лет, будучи уже опытным музыкантом-исполнителем, Томми привлёк в группу младшего брата Криса, играющего на ударных, и сестру Виржинию, которая играет на слайд-гитаре. Новую группу они назвали «The Trailblazers» и начали интенсивно гастролировать. Обучение в школе было переведено на заочную форму. Через год после создания группы Томми выиграл телевизионный конкурс молодых талантов и записал свою первую пластинку. С тех пор Томми сделал свыше 2000 записей, выпустил 16 сольных альбомов и участвовал в записях едва ли не всех звёзд мировой сцены. В своих работах Томми кроме гитары играет на банджо, мандолине, ударных и перкуссионных инструментах, а также поёт, аранжирует и выступает в качестве композитора.
Приехав впервые в США, Томми Эммануэль первым делом поехал в Нэшвилл к своему кумиру Чету Аткинсу. В 1997 году они записали совместный альбом, а дружба с Четом продолжалась около десяти лет (до самой смерти Чета).
Эммануэль неоднократно приезжал в Россию и несколько лет подряд давал концерты в стенах Светлановского зала Московского международного Дома музыки. Несколько раз был хедлайнером международного музыкального арт-фестиваля современной музыки Мамакабо, где выступал совместно с гитаристом Тимуром Ведерниковым.

## Оборудование и инструменты

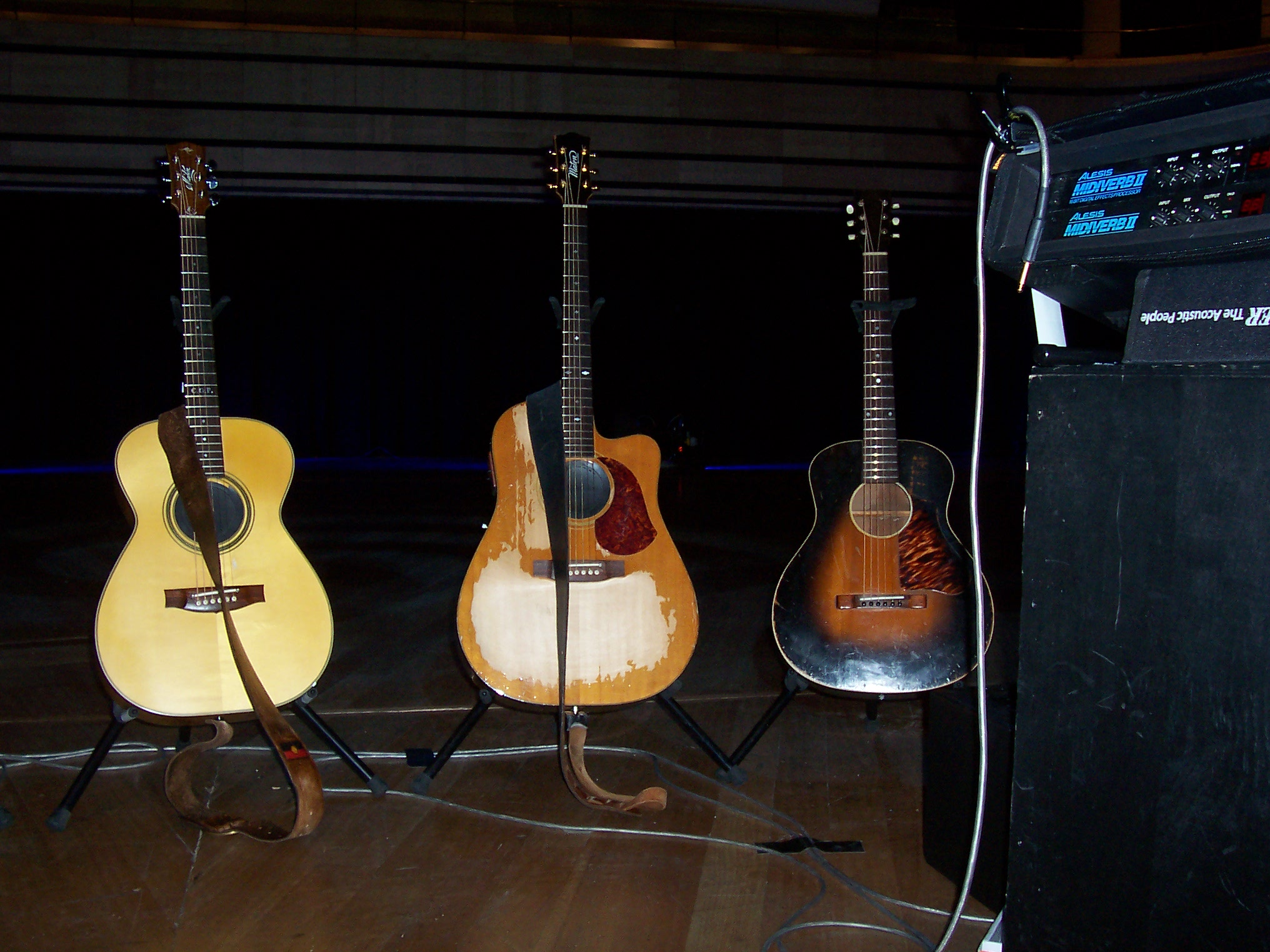

Обычно Томми Эммануэль играет на австралийских гитарах «Maton», которые оснащены комбинацией звукоснимателя и конденсаторного микрофона. Именная модель Maton bg808TE стоит порядка 2000 долларов США. Свою самую любимую гитару он называет «Mouse» («Мышь») — такое прозвище она получила благодаря тому, что эта маленькая по форме гитара имеет мощный звук. Резонаторное отверстие гитары он закрывает специальной резиновой заглушкой, которая является подавителем обратной связи (Feedback Buster). Для обработки сигнала используется цифровой процессор эффектов и DI box AER Colourizer. Список оборудования:
1. Гитары (слева на право) Maton custom shop 808 Tommy Emmanuel personal; Maton TE-1 custom “big bertha”; Gibson kalamazoo kg-14 1934. На концертах Томми обычно использует эти три гитары (Maton 808 как основную, остальные две для другого строя, или как запасные). В коллекции Томми около 60 гитар компаний “Maton” “Fender” “Martin” “Gibson” “Gretsch” “Larrivee
2. Рэк-кейс на 4 стандартные
3. Цифровой тюнер BOSS, откалиброван на Ля = 440 Гц.
4. Процессор эффектов и  DI box AER pocket tools Colourizer2
5. Комбо-усилитель AER Compact 60.
6. При необходимости используется трансформатор для работы от сети 220 В, так как все оборудование работает от 110 В.

Выход с гитары сначала подключается к тюнеру, затем с его выхода — на первый вход DI-бокса. Параллель от первого входа подключается к левому входному каналу процессора эффектов. Левый выходной канал процессора подключается ко второму входу DI-бокса. Параллель второго канала DI-бокса подключается к комбо-усилителю. Таким образом вся система занимает в микшерном пульте три канала:
1. Прямой сигнал с гитары.
2. Левый канал выхода с процессора эффектов (обработанный сигнал).
3. Линейный выход комбо-усилителя.

Томми Эммануэль использует струны, которые ему изготавливают на заказ, но так же использует струны различных производителей, в основном это Martin, Everly, Ernie Ball или Dean Markley. Обычно это струны калибра .12-54. На гитарах «джамбо» и «дредноут» он использует более толстые струны: .13 — .56. Томми меняет струны перед каждым выступлением.

## Дискография
- From Out Of Nowhere (1979)
- Up From Down Under (1987)
- Dare To Be Different (1990)
- Determination (1992)
- The Journey (1993)
- The Journey Continues (1993)
- Initiation (1995)
- Classical Gas (1995)
- Can’t Get Enough (1996)
- Collaboration (1998)
- Only (2000)
- Greatest Hits (2001)
- Endless Road (2004)
- Live One (2005)
- The Mystery (2006)
- Happy Hour (2006) with Jim Nichols
- Center Stage (2008)
- Just Between Frets (2009) with Frank Vignola
- Little by Little (2010)
- Tommy Emmanuel Essential 3 CD (2010)
- All I Want For Christmas (2011)
- The Colonel and The Governor (2013)
- Live and solo in Pensacola, Florida (2013)
- The Guitar Mastery of Tommy Emmanuel (2014)
- Just Passing Through (2015)
- It’s never too late (2015)

Выпустил два концертных DVD: «Live At Her Majesty’s Theatre, Ballarat, Australia» 11 июля 2006 года и «Center Stage» в конце 2008 года, а также пять обучающих DVD: Guitar Talk (1993), Up Close (1996), Emmanuel Labor (2008), Little by Little Songbook (2011) и Certified Gems (2011).

## Награды
- 2010 Order of Australia medal
- 2010 Best Acoustic Guitarist in Guitar Player Magazine’s Reader’s Choice Awards
- 2009 Thumbpicker of the Year, National Thumbpicker Hall of Fame (Muhlenberg, KY)
- 2009 Guitar Legend Award, Guitar Player Magazine
- 2008 Best Acoustic Guitarist in Guitar Player Magazine’s Reader’s Choice Awards
- 2008 Gold Medal — Fingerstyle category, Acoustic Guitar Magazine’s Player’s Choice Awards
- 2007 Instrumental of the Year, ‘Gameshow Rag,’ Country Music Association of Australia
- 2006 Grammy Nomination, Best Country Instrumental Performance, ‘Gameshow Rag’
- 2005 Album of the year, Thumb picker of the Year and an induction into the Thumb pickers Hall Of Fame, Kentucky.
- 2005 Golden Guitar award for best instrumental song, Tamworth Country Music Festival in Australia
- 2000 Featured Appearance at the Closing Ceremonies of the Sydney Olympic Games
- 1999 Certified Guitar Player award for lifetime contribution to finger style guitar playing
- 1998 Best Country Instrumental Album — Nashville Music Awards
- 1998 Grammy Nomination with Chet Atkins for «The Day Fingerpickers Took over the World»
- 1997 Most Added Artist on Smooth Jazz Radio, North America
- 1996 Gold Award for live album recorded with the Australian Philharmonic
- 1992 Three platinum awards for album sales in Australia, New Zealand and Asia
- 1995 MO award for Entertainer of the Year
- 1995 Paul Harris Fellow, fundraising for the Rotary Club
- 1994 Best Adult Contemporary album ARIA
- 1993 MO award for Entertainer of the Year
- 1991 Best Adult Contemporary album ARIA
- 1990 Best Guitarist — Rolling Stone
- 1989-90 Ambassador of Music in Australia
- 1988 Best Studio Musician and Best Guitarist
- 1984-90 Best Guitarist — Juke Magazine